# Heilig Hartkerk (Aalst)

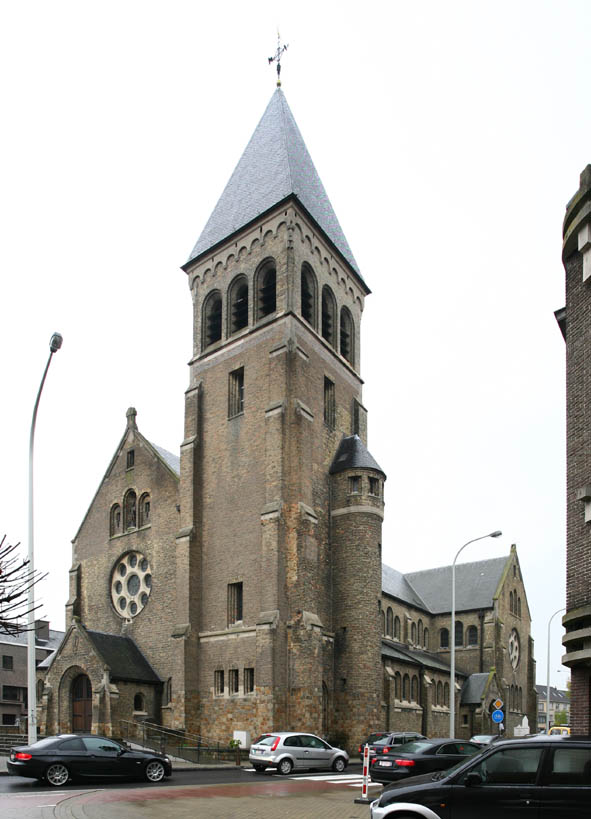
Heilig Hartkerk

De Heilig Hartkerk is een parochiekerk in de Oost-Vlaamse plaats Aalst, gelegen aan de Heilig Hartlaan 38.

## Geschiedenis
Deze kerk werd gebouwd in 1928-1929 naar ontwerp van E. van Overstraeten.
De kerk werd in het 2e decennium van de 21e eeuw onttrokken aan de eredienst, werd in 2019 te koop gezet en kreeg na aankoop, vanaf 2021, de functie van buurtontmoetingsplaats.

## Gebouw
Het betreft een georiënteerde bakstenen kruiskerk in neoromaanse stijl. De kerk heeft een naastgebouwde westtoren gedekt door een tentdak.